# Börje Leander
Oscar Börje Leander (ur. 7 marca 1918 w Aveście, zm. 30 października 2003 w Mora) – szwedzki piłkarz, pomocnik.
W latach 1938–1953 był piłkarzem AIK Fotboll. W 1949 i 1950 sięgnął po Puchar Szwecji. W reprezentacji Szwecji w latach 1941–1949 zagrał 23 razy i strzelił 4 bramki. W 1948 został mistrzem olimpijskim (dwa mecze w turnieju).